# Chiesa di San Bernardino (Villa di Serio)
La chiesa di San Bernardino è un luogo di culto cattolico e si trova a Villa di Serio, in provincia di Bergamo, in via Locatelli, 8 in prossimità della località Ripa.

## Storia
La devozione a San Bernardino di Siena è molto viva sul territorio della bergamasca grazie alla sua presenza nei primi anni del Quattrocento a Bergamo  dove, con la sua predicazione, favorì la raggiunta pace tra le famiglia guelfe e ghibelline che da anni devastavano il territorio con lotte fratricide. Dopo la sua santificazione del 1450 furono quindi molti gli oratori e le chiese erette e dedicate al suo culto. 
La chiesetta di Villa di Serio fu eretta per volontà della scuola di Santa Maria che aveva il giuspatronato del santuario di Santa Maria in Campis e la prima datazione risale al 1505.
La chiesa passò poi alla congregazione dei disciplini, che avevano scelto come patrono il santo senese. I disciplini mantennero il giuspatronato fino al 1799. Nel XX secolo l'edificio fu oggetto di lavori di restauro conservativo.

## Descrizione

### Esterno
La chiesa e posta sulla parte antica di Villa di Serio in prossimità della località Ripa. L'ingresso principale s'immette direttamente sulla viabile urbana senza avere neppure uno spazio adibito a marciapiede. Il fronte principale dal classico orientamento liturgico con fronte rivolto a occidente, si presenta con la muratura in opus spicatum, delimitata nelle parti angolari da blocchi in pietra sagomati e da parti in laterizio. Queste ultime sono probabilmente parti aggiunte in epoche successive la costruzione originaria a sostegno strutturale del fabbricato stesso. 
L'ingresso principale si trovava centralmente alla facciata principale,venendo poi sigillato probabilmente per la pericolosità che dava l'accesso diretto sulla via comunale, è completo di una lunetta superiore decorata con un affresco. Due aperture laterali quadrate complete di contorno in pietra e protette da inferriata, completano la parte inferiore. Nella sezione superiore vi è un oculo delimitato da laterizio. La facciata termina con la gronda sporgente del tetto a capanna. Le facciate laterali ripropongo il prospetto frontale.

### Interno
L'interno a navata unica e a pianta rettangolare, si sviluppa su tre campate divise da grandi archi a sesto acuto riprendendo l'architettura gotica. L'aula è completamente intonacata e conserva solo pochi frammenti di affreschi cinquecenteschi di difficile identificazione. Ogni campata ospita un'apertura rettangolare su ogni lato atta a illuminare l'aula, nonché gli ingressi laterali. La zona del presbiterio anticipata dall'arco trionfale a tutto sesto, nella cui parte superiore vi sono raffigurati i simboli dei quattro evangelisti, è rialzata da due gradini in pietra ed è mancante dell'altare maggiore avendo solo l'altare comunitario posto nella seconda metà del Novecento per adempiere alle indicazioni del concilio Vaticano II. Incassato nell'abside a fondo piano vi è conservato il tabernacolo.